# Règle impérative
Une règle impérative est une règle à laquelle on ne peut déroger, notamment par convention entre deux parties. Elle s'impose à tous, en raison de son caractère d'ordre public. En ce sens, elle s'oppose à une règle supplétive, à laquelle des parties peuvent déroger par convention.
Au niveau du droit international les règles impératives sont nommées jus cogens.

## Droit français
Au niveau du droit privé français, l’Article 6 du Code Civil fait mention de ces règles impératives : « On ne peut déroger par convention particulières, aux lois qui intéressent l’ordre public et les bonnes mœurs ».

## Droit belge
La liberté de contracter donne la possibilité aux personnes morales ou physiques de stipuler leur contrats en inventant des règles et conditions. La loi a imposé des règles impératives qu'on ne peut pas rompre. Il y existe deux sortes de règles impératives, les règles normales et les règles d'ordre public. La première catégorie a comme but de protéger les intérêts des personnes faibles (p.e. des locataires, des mineurs,...). Ces contractants faibles peuvent demander la nullité du contrat, on parle de la nullité relative. Dans le cas des règles impératives d'ordre public toutes les personnes qui ont un intérêt peuvent demander la nullité, même le juge peut la demander officiellement, c'est la nullité absolue. Un contrat stipulant un assassinat sera nul, car c'est une infraction à la loi impérative.

## Droit québécois
Les règles du Code civil du Québec auxquelles on ne peut pas déroger par convention sont des règles impératives, comme le souligne l'art. 9 C.c.Q. : « Dans l’exercice des droits civils, il peut être dérogé aux règles du présent code qui sont supplétives de volonté; il ne peut, cependant, être dérogé à celles qui intéressent l’ordre public ».
Le législateur peut employer différents indices textuels dans une disposition législative pour indiquer qu'il s'agit d'une règle impérative, comme « doit être » (art. 726 C.c.Q ) ou « nul ne peut » (art. 11 C.c.Q.) .
Parfois, même en l'absence d'indices textuels clairs, les tribunaux peuvent déclarer qu'une disposition du Code civil est une règle impérative. Par exemple, dans l'arrêt Ferme Guy Bonin enr. c. Malouin, la Cour d'appel du Québec conclut que l'art. 1871 C.c.Q. est une recodification de l'article 1619 du Code civil du Bas-Canada qui énonce que le locateur doit avoir un motif sérieux quand il refuse une cession de bail ou une sous-location. Afin de connaître si une disposition est impérative ou non, il est aussi possible de se référer à des ouvrages doctrinaux écrits par spécialistes du droit, dont les annotations savantes du Code civil,.